# سورة المؤمنون
سورة المؤمنون سورة مكية، وهي آخر حزب المئين، آياتها 118، وترتيبها في المصحف 23، في الجزء الثامن عشر، نزلت بعد سورة الحج، بدأت بأسلوب توكيد ﴿قَدْ أَفْلَحَ الْمُؤْمِنُونَ ۝١﴾ [المؤمنون:1].

## سبب التسمية
سميت بهذا الاسم الجليل لانها ابتدأت بذكر صفات المؤمنين الذين استحقوا بها الفلاح في الدنيا والاخرة.

## محور مواضيع السورة
سورة المؤمنون من السور المكية التي تعالج أصول الدين من التوحيد والرسالة والبعث.

## فضائل السورة
1. عَنِ عَبْدِ اللَّهِ بْنِ السَّائِبِ قَالَ: صَلَّى النَّبِيُّ صَلَّى اللَّهُ عَلَيْهِ وَسَلَّمَ بِمَكَّةَ الصُّبْحَ فَاسْتَفْتَحَ سُورَةَ الْمُؤْمِنِينَ، حَتَّى إِذَا جَاءَ ذِكْرُ مُوسَى وَهَارُونَ، أَوْ ذِكْرُ عِيسَى أَخَذَتْهُ سَعْلَةٌ فَرَكَعَ، أَخْرَجَهُ أَحْمَدُ وَمُسْلِمٌ وَأَبُو دَاوُدَ وَالتِّرْمِذِيُّ وَابْنُ مَاجَهْ وَغَيْرُهُمْ.
2. وعَنْ أَنَسٍ رَضِيَ اللهُ عَنْهُ عَنِ النَّبِيِّ صَلَّى اللَّهُ عَلَيْهِ وَسَلَّمَ أَنَّهُ قَالَ: "لَمَّا خَلَقَ اللَّهُ الْجَنَّةَ قَالَ لَهَا تَكَلَّمِي، فَقَالَتْ: قَدْ أَفْلَحَ الْمُؤْمِنُونَ"، أَخْرَجَهُ الْبَيْهَقِيُّ وَابْنُ عَدِيٍّ وَالْحَاكِمُ.[3]

## تاريخ النزول
نزلت سورة المؤمنون بعد سورة الأنبياء، ونزلت سورة الأنبياء بعد الإسراء وقبيل الهجرة، فيكون نزول سورة المؤمنون في ذلك التاريخ أيضا.

## سبب نزول السورة
1. قال عمر بن الخطاب: «كان إذا أنـزل الوحي على رسول الله ﷺ يسمع عند وجهه دويّ كدوي النحل، فمكثنا ساعة، فاستقبل القبلة ورفـع يديه فقال: "اللهم زدنا ولا تنقصنا، وأكرمنا ولا تهنا، وأعطنا ولا تحرمنا، وآثرنا ولا تؤثر علينا، وارضنا وارض عنا"، ثم قال: "لقد أنـزلت علينا عشر آيات من أقامهنَّ دخل الجنة" ثم قرأ: ﴿قَدْ أَفْلَحَ الْمُؤْمِنُونَ ۝١﴾ [المؤمنون:1] إلى عشر آيات».[5]
2. عن أبي هريرة «أن رسول الله ﷺ كان إذا صلى رفع بصره إلى السماء فنزل ﴿الَّذِينَ هُمْ فِي صَلَاتِهِمْ خَاشِعُونَ ۝٢﴾ [المؤمنون:2] فَطَأْطَأَ رأسَه».[6]
3. عن أنس بن مالك قال: قال عمر بن الخطاب: «وافقتُ ربِّي عزَّ وجلَّ في أربعٍ: قلتُ: يا رسول الله لو صلَّيْنا خلفَ المقامِ، ولو ضرَبْتَ على نسائِك الحجابَ، ونزلت هذه الآيةُ: ﴿وَلَقَدْ خَلَقْنَا الْإِنْسَانَ مِنْ سُلَالَةٍ مِنْ طِينٍ ۝١٢﴾ [المؤمنون:12]. فقلتُ أنا: تباركَ اللهُ أحسنُ الخالقين فنزلت ﴿فَتَبَارَكَ اللَّهُ أَحْسَنُ الْخَالِقِينَ﴾ [المؤمنون:14]. ودخلت على أزواجِه فقلتُ: لتنْتَهِينَّ أو ليُبْدِلَنَّه اللهُ أزواجًا خيرًا منكنَّ فنزلتِ الآيةُ».[7]

## صفات المؤمنين في السورة
أ ـ الخشوع في الصلاة:
قال رسول الله صلى الله عليه وسلم: «ما مِنْ امرئٍ مسلم تحضرُهُ صلاةٌ مكتوبةٌ، فيُحْسِنُ وضوءَها وخشوعَها وركوعَها إلاّ كانتْ كفّارةً لما قبلَها مِنَ الذّنوبِ ما لم يأتِ كبيرةً، وذلك الدهرُ كلَّه». والخشوع مطلوبٌ من المرءِ في الصلاة لوجوه منها الوجه الأول: لتذكّرِ اللهِ، والخوفِ من وعيده، كما قال عز وجل: {وَأَقِمِ الصَّلاَةَ لِذِكْرِي *} [طه :14] والوجه الثاني: أنّ للصلاة أركاناً وواجباتٍ وسنناً، وروحُها النيةُ، والإخلاصُ، والخشوعُ، وحضورُ القلب.
ب ـ الإعراض عن اللغو:
كلُّ كلامٍ ساقطٍ حقُّه أن يُلغى، كالكذب والشتم، والهزل، يعني أنّ لهم من الجـدِّ ما شغلهم عن الهزل، ولمّا وصفهم بالخشوع في الصلاة أتبعه الوصفَ بالإعراضِ عن اللغو، ليجمع لهم الفعلَ والتركَ الشاقّين على الأنفس، اللذين هما قاعدتا بناء التكليف. قال تعالى: أي: عن {وَالَّذِينَ هُمْ عَنِ اللَّغْوِ مُعْرِضُونَ}.
ج ـ تطهيرهم لأنفسهم بأداء الزكاة:
قال تعالى {وَالَّذِينَ هُمْ لِلزَّكَاةِ فَاعِلُونَ } وقال صلى الله عليه وسلم: «الطُّهُوْرُ شطرُ الإيمانِ، والحَمْدُ للهِ تملأُ الميزانَ، وسُبْحَانَ اللهِ والحَمْدُ للهِ تملان ـ أو تملأ ـ ما بين السماواتِ والأرضِ، والصلاةُ نورٌ، والصدقةُ برهانٌ، والصبرُ ضياءٌ، والقرآن حُجَّةٌ لكَ أو عليكَ، كلُّ الناسِ يغدو فبائعٌ نفسَه، فمعتقُها أو موبقُها».
د ـ حفظ الفروج:
قال تعالى: {وَالَّذِينَ هُمْ لِفُرُوجِهِمْ حَافِظُونَ *إِلاَّ عَلَى أَزْوَاجِهِمْ أَوْ مَا مَلَكَتْ أَيْمَانُهُمْ فَإِنَّهُمْ غَيْرُ مَلُومِينَ *فَمَنِ ابْتَغَى وَرَاءَ ذَلِكَ فَأُولَئِكَ هُمُ الْعَادُونَ *}، فالمؤمنون قومٌ يحبّون ويحافظون على طهارتهم بمعناها الشامل، وهذه طهارةُ الروح، ووقايةُ النفس والأسرة والمجتمع بحفظ الفروج من دنس المباشرة في غير حلال.
هـ- رعاية الأمانة والعهد:
قال تعالى: {وَالَّذِينَ هُمْ لأِمَانَاتِهِمْ وَعَهْدِهِمْ رَاعُونَ *}، أي: إذا اؤتمنوا لم يخونوا بل يؤدّون الأمانة إلى أهلها، وإذا عاهدوا أو عاقدوا أوفوا بذلك، لا كالمنافقين الذين وصفهم رسول الله صلى الله عليه وسلم بقوله: «آيةُ المنافِقِ ثلاثٌ: إذا حدّثَ كذبَ، وإذا وعدَ أخلفَ، وإذا أؤتمنَ خان». قال تعالى: {إِنَّ اللَّهَ يَأْمُرُكُمْ أَنْ تُؤَدُّوا الأَمَانَاتِ إِلَى أَهْلِهَا وَإِذَا حَكَمْتُمْ بَيْنَ النَّاسِ أَنْ تَحْكُمُوا بِالْعَدْلِ إِنَّ اللَّهَ نِعِمَّا يَعِظُكُمْ بِهِ إِنَّ اللَّهَ كَانَ سَمِيعًا بَصِيرًا *} [النساء : 58].
و ـ المحافظة على الصلوات:
قال تعالى: {وَالَّذِينَ هُمْ عَلَى صَلَوَاتِهِمْ يُحَافِظُونَ *}، أي الذين على أوقاتِ صلاتهم يحافظون فلا يضيعونها، ولا يشتغلون عنها حتى تفوتهم، ولكنّهم يراعونها حتّى يؤدونها فيها. روي عن عبد الله بن مسعود قال: سألتُ رسول الله صلى الله عليه وسلم: أيُّ العملِ أفضلُ؟ قال: «الصلاةُ على وقتِها» قال: قلتُ: ثُمَّ أيْ؟ قال: «بِرُّ الوالدينِ» قال: قلتُ: ثمَّ أيْ؟ قال: «الجهادُ في سبيلِ اللهِ» فما تركت استزيدُه إلا إرعاءً عليه.

## وصلات خارجية
- سورة المؤمنون - قراءة على يوتيوب